# 恋のバイオリズム
「恋のバイオリズム」（こいのバイオリズム）は、1983年8月25日に発売された松本伊代の8枚目のシングル。

## 解説
A面・B面共に、作詞は来生えつこ、作曲は吉田拓郎がそれぞれ手掛けている。
キャッチ・コピーは「ハート、ときめいて大人のバイブレーション!」。
同年10月15日放送の『オレたちひょうきん族』の「ひょうきんベストテン」に出演した際は、フラワーダンシングチームをバックに笑いながら本楽曲を歌唱し、最後に天使に扮した西川のりおに「バカァ～!」と言われて絶叫していた。

## 収録曲
- 両楽曲共に、作詞：来生えつこ／作曲：吉田拓郎／編曲：萩田光雄

1. 恋のバイオリズム [3:44]
2. うそがおじょうず [3:25]